# Taklosta
Taklosta (Bromus tectorum [L.]) är en art i familjen gräs.

## Beskrivning
Taklosta är ettårig, löst tuvad och blommar i juni-juli. Både stjälken, bladslidorna och bladen är finhåriga och ytteragnarna är långhåriga med långa borst.

## Habitat
I Sverige finns taklosta här och var i Götaland och Svealand; i Norrland påträffad bara tillfälligt.
Allmän i Central- och Sydeuropa‚ i Storbritannien dock bara i smärre lokaler. I Afrika längs Medelhavskusten och ett litet stycke vid Atlantkusten i Marocko.
Finns i stora delar av USA, men är inte ursprunglig där. Den har dock anpassat sig så väl att den blivit  invasiv. Därav namnet cheat grass, vilket syftar på bedrägeri, inbrott.

### Utbredningskartor
- Norden
- Norra halvklotet

## Biotop
Grusiga, öppna, torra platser, banvallar kring järnvägar, ruderatmark.

## Etymologi
Växten förekommer ofta på torvtak, därav latinska namnet tectorum = takväxande, av tectum = tak.

## Andra namn
| Svenska          | Engelska          | Franska        | Norska | Danska    | Isländska   | Tyska       |
| ---------------- | ----------------- | -------------- | ------ | --------- | ----------- | ----------- |
|                  |                   |                |        |           |             |             |
| Backlosta a)     | Bronco Grass      | Brome de toits | Takfax | Tag-Hejre | Þakfaxgresi | Dach-Trespe |
| Svingel-losta a) | Cheat Grass b)    |                |        |           |             |             |
|                  | Downy Chess d)    |                |        |           |             |             |
|                  | Drooping Brome c) |                |        |           |             |             |
|                  | June Grass d)     |                |        |           |             |             |

–––––––––––––––
a) Namnet förekommer som trivialnamn i Närke.
b) Benämning i Nordamerika
c) Det vanliga namnet i brittisk engelska
d) Trivialnamn

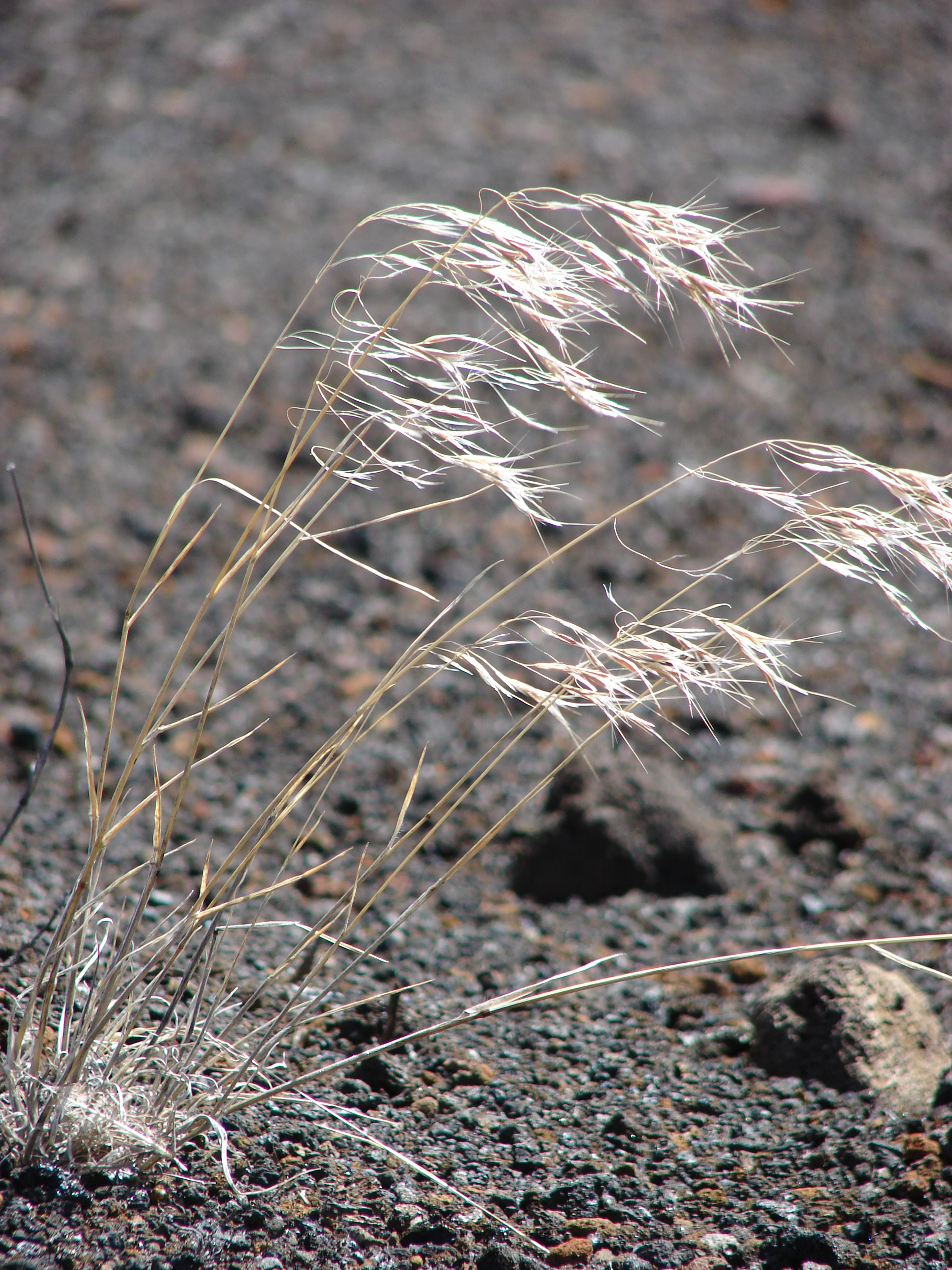
Taklosta växer inte bara på tak, och nöjer sig med mager mark
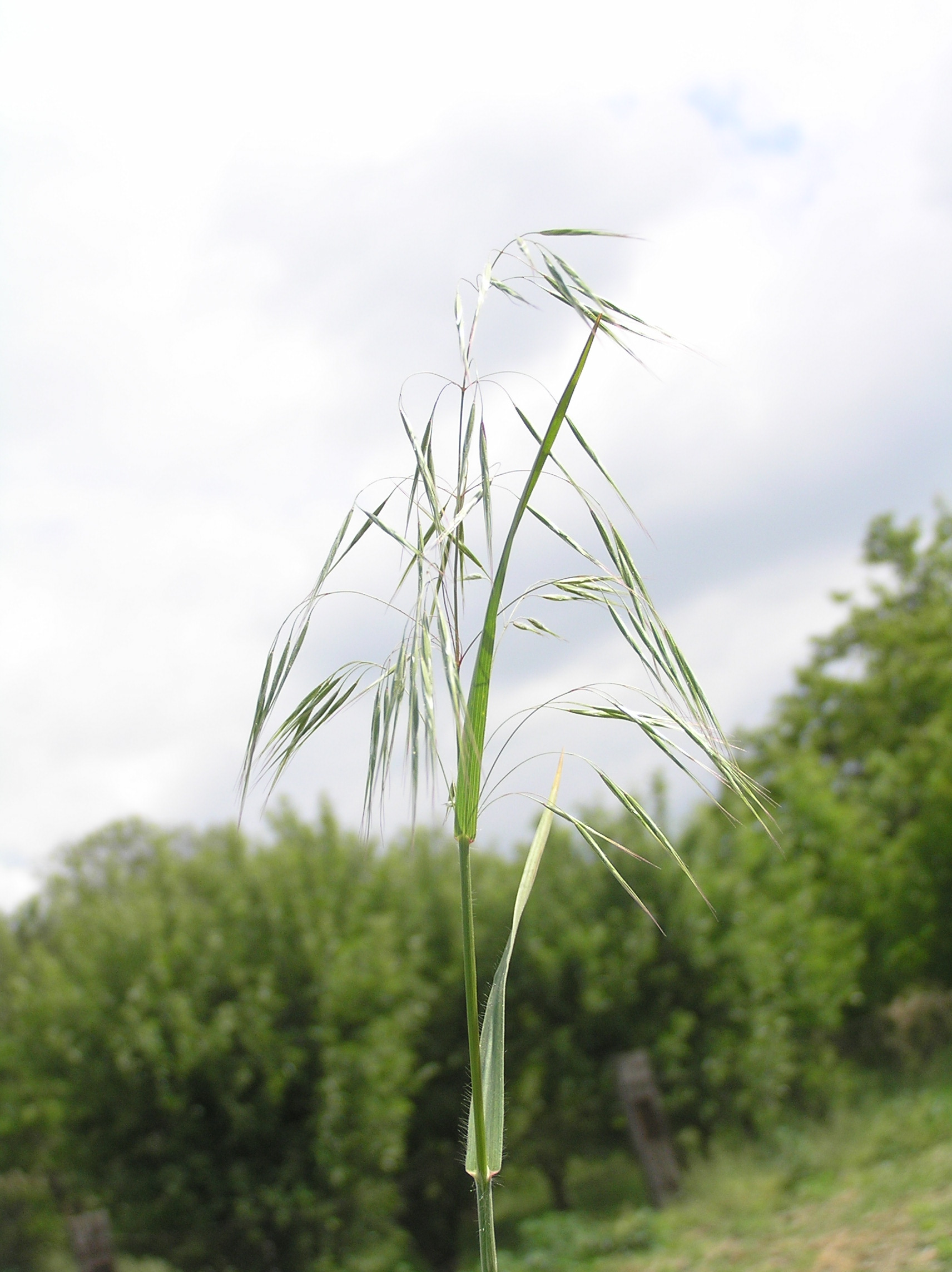
Grasil som solitär
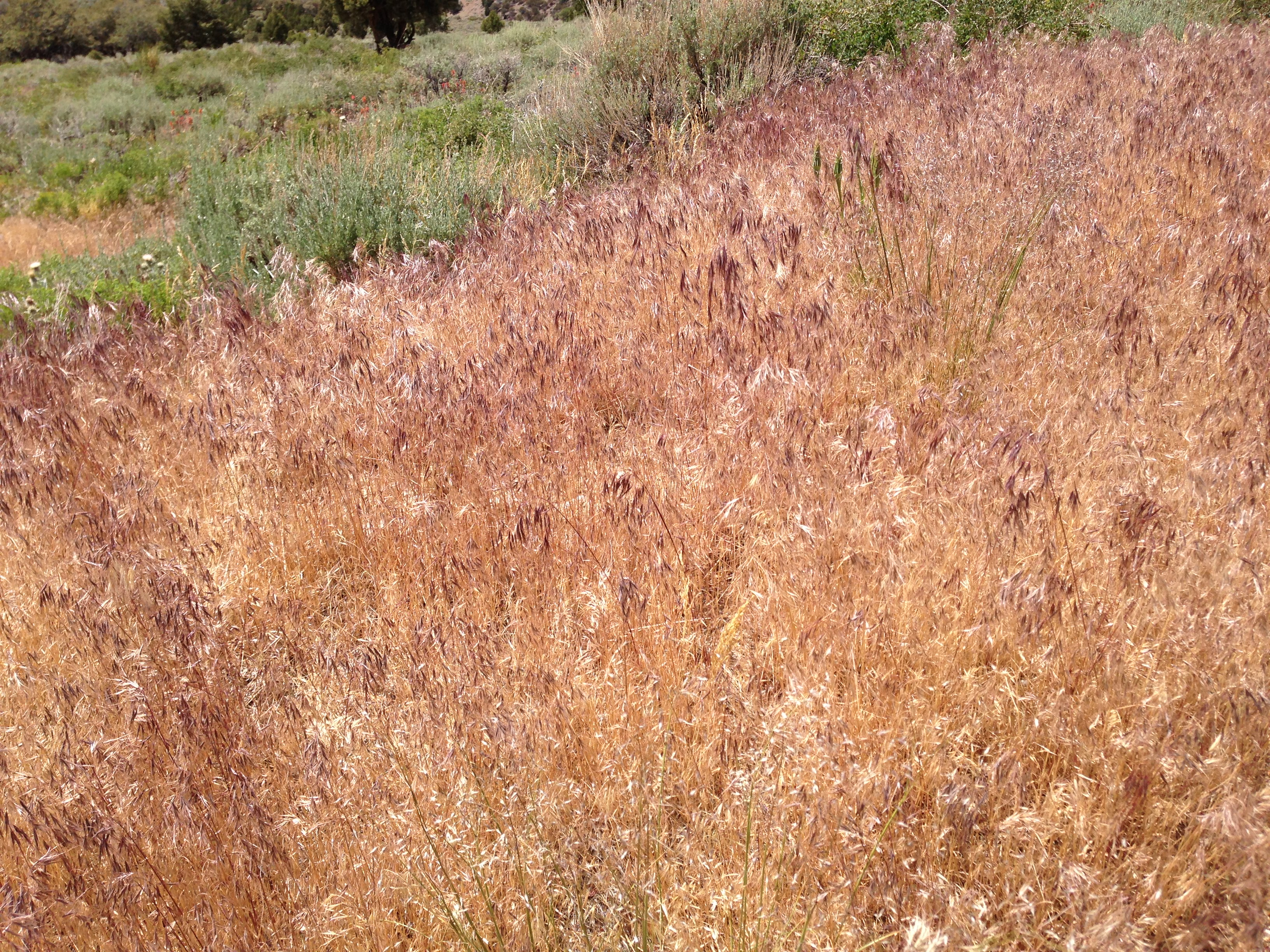
Vid god jordmån kan taklosta bli invasiv